# Gimnàstica Iberiana
La Gimnàstica Iberiana fou un club de futbol català de la ciutat de Barcelona, al barri de Zona Franca. El club data de l'any 1947. L'any 1989 la Gimnàstica Iberiana va esdevenir filial del RCD Espanyol amb el nom d'Espanyol Promeses. Posteriorment l'equip recuperaria la seva independència, començant des de Tercera Territorial. Els seus colors són el vermell i el blau.
El club té un grup d'animació anomenat "Peña los Machos".
A final de la temporada 2011/12 el club va ser absorbit pel CCE Tecnofutbol, cedint-li així la seva plaça a Primera Catalana.

## Temporades
Fins a l'any 2011-12 el club ha militat 3 vegades a Primera Catalana i 10 a Preferent Territorial.
- 2009-2010 Primera Div. Catalana 16è
- 2010-2011 Primera Div. Catalana 6è
- 2011-2012 Primera Catalana 10è

## Jugadors destacats
- Canito
- Sebastià Herrera